# Gmina Konstancin-Jeziorna
Gmina Konstancin-Jeziorna là một gmina thành thị-nông thôn (quận hành chính) ở hạt Piaseczno, Masovian Voivodeship, ở miền đông trung bộ của Ba Lan. Khu vực hành chính của nó là thị trấn Konstancin-Jeziorna, nằm cáchPiaseczno khoảng 8 kilômét (5 mi) về phía đông và cách thủ đô Warsaw 17 km (11 mi) về phía đông nam.
Gmina có diện tích 78,28 kilômét vuông (30,2 dặm vuông Anh) và tính đến năm 2006, tổng dân số của nó là 23.229 người (trong đó dân số của Konstancin-Jeziorna lên tới 16.579 người, và dân số của vùng nông thôn của gmina là 6.650 người).
Gmina có một phần là khu vực được bảo vệ được gọi là Công viên cảnh quan Chojnów.

## Làng
Ngoài thị trấn Konstancin-Jeziorna, Gmina Konstancin-Jeziorna bao gồm các làng và các khu định cư như Bielawa, Borowina, Cieciszew, Ciszyca, Czarnów, Czernidła, Gassy, Habdzin, Kawęczyn, Kawęczynek, Kepa Okrzewska, Kierszek, chân, Obórki, Obory, Okrzeszyn, Opacz, Parcela -Obory, Piaski, Słomczyn và Turowice.

## Gminas lân cận
Gmina Konstancin-Jeziorna giáp với Warsaw, cụ thể là các thị trấn như Józefów và Otwock, và với các gmina khác như Góra Kalwaria, Karczew và Piaseczno.